# Budel (Pays-Bas)
Pour les articles homonymes, voir Budel.
Budel est un village situé dans la commune néerlandaise de Cranendonck, dans la province du Brabant-Septentrional. Le 1er janvier 2007, le village comptait environ 9 000 habitants.
Le 1er janvier 1997, la commune de Maarheeze est rattachée à la commune de Budel. Cette nouvelle commune change de nom au 1er janvier 1998 pour devenir Cranendonck.
La mairie de Budel est bâtie en 1772 par Hendrik Verhees.

## Né à Budel
- Hans Teeuwen